# 胡世熙
胡世熙（1904年—1992年3月28日），字子熙，浙江吴兴人，中华民国外交官，清末民初政要胡惟德次子。
胡世熙曾担任过外交部科员，中华民国驻加拿大总领事馆副领事，中华民国驻西班牙、古巴、多米尼加等公使馆三等秘书等职，后升任驻多米尼加公使馆二等秘书代理馆务。1947年又任中华民国驻哥伦比亚大使馆一等秘书。1950年出任中华民国驻秘鲁大使馆参事、总领事。后又任中华民国驻西班牙大使馆参事，驻阿根廷大使馆参事、代办。1966年至1970年间出任中华民国驻乌拉圭大使。回台后继续在外交部任职。1992年去世。